# تذكر الورود
تذكر الورود (بالإنجليزية: Remember The Roses)‏ هي قصة قصيرة للكاتبة البريطانية أفيري تايلور كتبتها خلال الحرب العالمية الثانية ونُشرت أساسًا في إنجلترا عام 1967، ثم نُشرت لاحقًا في الهند في كتاب قصصي هو «كنز دفين من القصص القصيرة»، وهي مزيج من الغموض والحب والرعب.

## الحبكة
خلال الحرب العالمية الثانية يأتي روبرت -وهو عميل إنجليزي- لإنقاذ بول ريناد وهو عضو رئيسي في المقاومة الفرنسية قبض عليه البوليس السري الألماني واحتُجز في سجن في مدينة روان بفرنسا.
ويهبط روبرت بالمظلة في حقل بالقرب من مدينة روان، وعندما يحاول الإتصال بأحد أفراد المقاومة يقع تقريبًا في قبضة النازيين، إلا إن فتاة شابة تُدعى جيهان لو برون تنقذه وتساعده على تحديد مكان ريناد وتحريره، وعندما يعود روبرت إلى إنجلترا لا يصدق أحدًا روايته عن كيفية عودته مع ريناد. ويتوصل روبرت بعد تحري كل الأدلة إلى أن جيهان ربما ليست سوى عذراء أورليان الأسطورية «جان دارك» التي حاربت في سبيل فرنسا عام 1429.

## المؤلفة
تزوجت المؤلفة البريطانية أفيري تايلور في إنجلترا عام 1973 بعد ست سنوات من النشر الأصلي لقصتها «تذكر الورود»، وفي عام 1982 استقرت بشكل دائم في أستراليا. ومن الجدير بالذكر أن كتابها الأخير (منعطف المصير Twist of Fate) متاح على أمازون، والكثير من رواياتها الأخرى متاحة كذلك.

## وصلات خارجية
- نص القصة
- تذكر الورود - جود ريدز